# Campylosiphon purpurascens
Campylosiphon purpurascens là một loài thực vật có hoa trong họ Burmanniaceae. Loài này được George Bentham mô tả khoa học đầu tiên năm 1882.